# Борисов (Киевская область)
Борисов (укр. Борисів) — село, входит в Васильковский район Киевской области Украины.
Население по переписи 2001 года составляло 234 человека. Почтовый индекс — 08606. Телефонный код — 4571. Занимает площадь 0,82 км². Код КОАТУУ — 3221484002.

## Местный совет
08635, Київська обл., Васильківський р-н, с.Крушинка, вул.Леніна,2